# Olympische Jugend-Sommerspiele 2010/Teilnehmer (Cookinseln)
| Gelbes Symbol für Goldmedaillen mit stilisierten Olympischen Ringen | Graues Symbol für Silbermedaillen mit stilisierten Olympischen Ringen | Braundes Symbol für Bronzemedaillen mit stilisierten Olympischen Ringen |
| ------------------------------------------------------------------- | --------------------------------------------------------------------- | ----------------------------------------------------------------------- |
| —                                                                   | —                                                                     | —                                                                       |

Die Jugend-Olympiamannschaft aus Cookinseln für die I. Olympischen Jugend-Sommerspiele vom 14. bis 26. August 2010 in Singapur bestand aus achtzehn Athleten. Sie konnten keine Medaille gewinnen.

## Athleten nach Sportarten

### Handball
Jungen
- 6. Platz
- Kader
Munokoa Elikana
Cruz Robati
Terence Munro
Volunteer Tokorangi
Peter Tuaratini
Neilsen Turoa Kamana
Tangimetua Tangimetua
Reed Akapi Cowan
Mana Ngaau
Tapi Mataora
Peter Kermode
Gerald Piho
Te Koyo Tai Nimeti
Aurand Tou

### Schwimmen
| Mädchen - Celeste Brown 50 m Freistil: 43. Platz (Vorrunde) | Jungen - Aaron Brown 50 m Freistil: 36. Platz (Vorrunde) |

### Segeln
| Mädchen - Teau Moana McKenzie Byte CII: 31. Platz | Jungen - Aquila Tatira Byte CII: 24. Platz |